# AlgaeBase
AlgaeBase — онлайн база данных, созданная для сбора научной информации о таксономии, номенклатуре и распространении наземных, морских и пресноводных водорослей. Для удобства она включает также информацию о морских травах, относящихся к цветковым растениям. Была создана ирландским альгологом Майклом Гайри. В 2013 году между AlgaeBase и Морским институтом Фландрии было подписано соглашение, об электронной интеллектуальной собственности на базу данных, что позволило включить в базу данных World Register of Marine Species все виды водорослей, размещённых в AlgaeBase.